# Гружевские
Гружевские (пол. Grużewski) — польский дворянский род герба Любич.
Этот род происходит от Павла из Гружева в Мазовии, сын которого, Иван, переселился в 1586 году в княжество Жмудское.
Их потомки разделилось на четыре ветви, которые были внесенны Герольдией в VI и I части родословной книги Виленской и Ковенской губерний Российской империи.
Одна из ветвей внесена в «Гербовник Витебского дворянства». Один из предков рода дворян Гружевских герба «Любич» — Матвей Гружевский в Витебском воеводстве владел поместьем Оступище (ныне деревня Оступище Сорогского сельсовета Слуцкого района), что подтверждено документом 1699 года. Потомки его владели в том же воеводстве землями и доказали своё дворянское состояние за четыре поколения.